# Nannophlebia
Nannophlebia – rodzaj ważek z rodziny ważkowatych (Libellulidae).

## Systematyka
Do rodzaju należą następujące gatunki:

- Nannophlebia adonira Lieftinck, 1938
- Nannophlebia aerostiba Lieftinck, 1955
- Nannophlebia agalma Lieftinck, 1963
- Nannophlebia aglaia Lieftinck, 1948
- Nannophlebia alexia Lieftinck, 1933
- Nannophlebia amaryllis Lieftinck, 1955
- Nannophlebia amnosia Lieftinck, 1955
- Nannophlebia amphicyllis Lieftinck, 1933
- Nannophlebia ampycteria Lieftinck, 1933
- Nannophlebia anacharis Lieftinck, 1955
- Nannophlebia anatya Lieftinck, 1933
- Nannophlebia antiacantha Lieftinck, 1963
- Nannophlebia arethusa Lieftinck, 1948
- Nannophlebia axiagasta Lieftinck, 1933
- Nannophlebia ballerina Theischinger, Richards & Toko, 2017
- Nannophlebia biroi (Förster, 1900)
- Nannophlebia braueri (Förster, 1900)
- Nannophlebia buruensis Lieftinck, 1926
- Nannophlebia eludens Tillyard, 1908
- Nannophlebia imitans Ris, 1900
- Nannophlebia injibandi Watson, 1969
- Nannophlebia kalkmani Theischinger & Richards, 2011
- Nannophlebia leoboppi Orr & Kalkman, 2015
- Nannophlebia lorquini (Selys, 1877)
- Nannophlebia mudginberri Watson & Theischinger, 1991
- Nannophlebia risi Tillyard, 1913